# THE ゾンビV.S.救急車
『THE ゾンビV.S.救急車』（ざ ゾンビブイエスきゅうきゅうしゃ）は、2006年2月9日にディースリー・パブリッシャーから発売されたPlayStation 2用カーアクションゲームソフト。SIMPLE2000シリーズの第95作である。

## 概要
自動車を操作してゾンビと戦い、町の生存者を救出するゲーム。
一度クリアする事で「ATTACK」というミニゲームモードが追加される。このモードで一定の記録を出すと、隠し要素が追加される。

## ストーリー
新興都市「サンライトシティ」。短期間で急速の発展を遂げたこの街を、ある日、突然大地震が襲った。
数時間後、地震によって死亡した住民達は、ゾンビとしか言いようのない異形の姿となって蘇った。病院に勤務していた主人公は、生き残っている僅かな人々を救助すべく、救急車で夜の街に乗り出す。果たして彼らは無事、街を脱出できるのか?そして事件の原因とは?

## ゲームの流れ
ゲームのベースとなる病院で、まず搭乗車両を選んで出発、街の中にいる生存者を探す。生存者は横付けすれば救出できるが、一定時間以内に病院に連れ帰らないとゾンビ化する。
エリア内で住民を10人救出するごとに、特殊な生存者「政治家」が出現する。この政治家を3人連れ帰れば、ボスバトルが発生し、倒すと次のエリアに進むことが出来る（ただし、同時にそのエリアに残っていた生存者は全て死亡した扱いになる）。一度クリアしたエリアにはしばらく入れなくなるが、5番目のエリアをクリアすると、全てのエリアに再び出入りできるようになる。
敵の攻撃でマシンの耐久力が0になると、ゲームオーバーとなる。また病院の人々の士気を現す「士気ゲージ」が0となっても、やはりゲームオーバーとなる。
条件を満たすと、新たなマシンや、マシン用パーツを開発できるようになる。

## 登場キャラクター
主人公
サンライトシティに住む赤毛の青年で、医大生。研修医として病院に勤めていた。
名前は設定されておらず、名付けることもできない。
マシンを駆り、生存者の救助やモンスターとの死闘を行う。
スージー
主人公の友人である女医。眼鏡をかけている。
主人公と共にマシンに乗る。理由は不明だが、自分は医者に向いていないと内心考えている。
女性看護士
主人公らと同じ病院に勤務する、ブロンドの看護士。
ゲーム中では、話しかけると現在のプレイ状況を教えてくれる。また、ゾンビや謎のモンスターの分析も担当している。
「ATTACK」モードではスージーと共に顔のアップ絵が登場するが、彼女と違って名前は語られない。

### 生存者
6種類のタイプがおり、病院に連れて帰ることで、タイプごとに異なった特典が受けられる。
一般人 男
士気が少し回復する。 服装の種類が複数存在する。
一般人 女
同じく士気が少し回復するが、ゾンビ化が非常に早いため、救助するメリットが最も低いタイプとなっている。服装の種類が複数存在する。
警察官
制服と制帽を着用。一般人よりも士気ゲージを大きく回復できる。ゾンビ化は一般人より遅い。尚､女性警察官は不在。
整備士
水色の作業服と帽子を着用した黒人男性。救出した人数に応じて、新たなマシンやパーツが開発可能となる。士気ゲージの回復する割合は一般人と同じ。
軍人
迷彩服と帽子を着用。士気ゲージの最大値がアップする(初期値は100だが1人連れて帰る度に+10)。最も体が大きく、ゾンビ化は警察官より更に遅い。ほんの少しだけ土気ゲージが回復する。尚､女性兵士は不在。
政治家
特殊な生存者。ワインレッドのスーツに蝶ネクタイを着用。3人救出すれば次のエリアに進める。ゾンビ化しても､死滅後また現れるのでゲームの進行に影響は無い。

## マシン
ゲーム中における「自機」に当たる自動車。全部で5種類存在しており性能はそれぞれ異なるが、「救急車S」以外は開発しなければならない。戦車以外のマシンには「タイヤ」「バンパー」「エンジン」「ライト」の各パーツの換装を行える。
救急車S
最初から使用できる唯一のマシン。小回りは利くが、それ以外の性能はどれも低い。収容出来る生存者は2人。
救急車M
長所・短所共に救急車SとLの中間に当たる性能を持ったマシン。収容出来る生存者は3人。整備士を3人集めた上で120体のゾンビを殺害する必要がある。
救急車L
パワー・スピード・耐久力と、どれも高い。一方小回りが利かず、重量もあるため障害物が多いエリアでの使用には向いていない。収容出来る生存者は4人。整備士を15人集めた上で300体のゾンビを殺害する必要がある。
パトカー
元々はシティの警察が開発していたという新型パトカー。スピードは全マシン中最高だが重量が低く、氷の地形ではスリップしやすい。収容出来る生存者は3人。整備士を30人集めた上で480体のゾンビを殺害する必要がある。
戦車
特定の条件を満たすことで開発が可能となる、隠しマシン。攻撃力・耐久力・収容人数・重量は、全マシン中最高だが、スピードは最低で小回りも利かない。また、パーツ換装は一切できない。
体当たり以外に、砲撃による攻撃能力も持つが、爆風に当たると自分もダメージを受ける。収容出来る生存者は5人。

## エリア
決まった順序で攻略して行くことになる。
CentralTown
第1のエリアである街の中心区。ゲームの拠点となる病院がある。
East Building
周囲を川に囲まれたビル街で、2本ある橋を使わないと進入できない。巨体のゾンビが出現する。
West Forest
森林区。障害物が多く、入り込んでいる。軍人の数が多い。
South Desert
流砂や落石といったトラップが登場する。銃撃してくる警官のゾンビが登場。
North Field
凍てついたエリアで、非常に滑りやすい。